# 小林章子
小林 章子（こばやし あきこ、1974年5月8日 - ）は、RSK山陽放送のアナウンサー。一時期、アナウンス業務を離れてテレビディレクターをしていたことがある。

## 来歴
岡山県岡山市出身。岡山県立岡山一宮高等学校、岡山大学経済学部経済学科卒業。
1997年に山陽放送（当時）に入社し、同期の武田博志、阪上彰子、中村恵美とともに同局のアナウンサーになる。同局がアナログ放送を行っていた頃には、アナウンス業務と並行して地上デジタル放送推進大使も務めていた。
2011年3月から産休を取り、長女を出産。育休期間を経て、2012年4月に職場復帰した。

## 担当番組

### テレビ番組
- ハマイエてれび回覧板[4]
- 山陽TVイブニングニュース[8]
- 山陽トピックス
- ぐるっと四国
- VOICE21[9]（2003年4月 - 2008年3月）
- RSKイブニングニュース
- 2minutes 夢の肖像[9]
- イブニングDonDon[10] - 月曜・火曜サブ司会（2008年3月 - ）
- Mr.ハレーダー - リポーター（2008年4月 - ）
- 夢紡いで - ディレクター[2]

### ラジオ番組
- 世界の歌[1]
- ごごラジ ViViッと![11]
- おかやま 朝まるステーション1494[10]
- おかやま 朝まるミュージック アフター9[10]
- 歌のない歌謡曲（JRN系列企画ネット番組）[10]
- おはなし玉手箱（文化放送） - 岡山県の昔話の朗読担当（2012年4月・5月）[12][13]
- 朝耳らじお55 - 月曜担当
- せとうち企業セレクション2021
- 永瀬清子の世界[14]（月-金曜 11:05-11:10、火-金曜 18:15-18:20、土曜 17:55-18:00）（2024年4月1日[15]-）

## 出演

### 映画
- 新居浜ひかり物語 青いライオン（2024年11月15日、福武観光） - 石村有希子 役[16]